# 자바 데스크톱 시스템
자바 데스크톱 시스템(Java Desktop System) 또는 오픈솔라리스 데스크톱(OpenSolaris Desktop)은 썬 마이크로시스템즈가 먼저 개발한 후 2010년 오라클이 썬을 인수한 후 오라클이 개발한 레거시 데스크톱 환경이다. 자바 데스크톱 시스템은 솔라리스에서 사용할 수 있으며 한때 리눅스에서도 사용할 수 있었다. 리눅스버전은 2005년 솔라리스가 오픈 소스 소프트웨어로 출시된 후 중단되었다. 자바 데스크톱 시스템은 일반 컴퓨터 사용자에게 오피스 제품군, 웹 브라우저, 이메일, 캘린더링, 인스턴트 메신저 등을 제공한다.
자바 데스크톱 시스템으로 알려져 있음에도 불구하고 실제로 자바로 작성되어 있지 않다. 오히려 C와 C++로 대부분 작성된 다른 일반적인 자유 소프트웨어 프로젝트와 함께 그놈의 수정된 버전을 기반으로 구축되었다. 이 이름은 기업 사용자가 자바 플랫폼용으로 작성된 소프트웨어를 배포할 수 있는 수단으로 제품을 홍보하는 썬의 의도를 반영한다.